# Mitrailleuse modèle 1931
A Reibel géppuska (hivatalos francia megnevezése a mitrailleuse modèle 1931 – 1931-es géppuska modell) egy francia gyártmányú géppuska volt, melyet harckocsikon illetve erődítményekben használtak a második világháború alatt. A 7,5 mm MAS lőszert tüzelte 150 töltényes dobtárakból. Az erődítményekben alkalmazott típusnál egy különlegesen módosított huzagolást használtak, hogy befogadhassa a balle D típusú lőszert.

## Történet

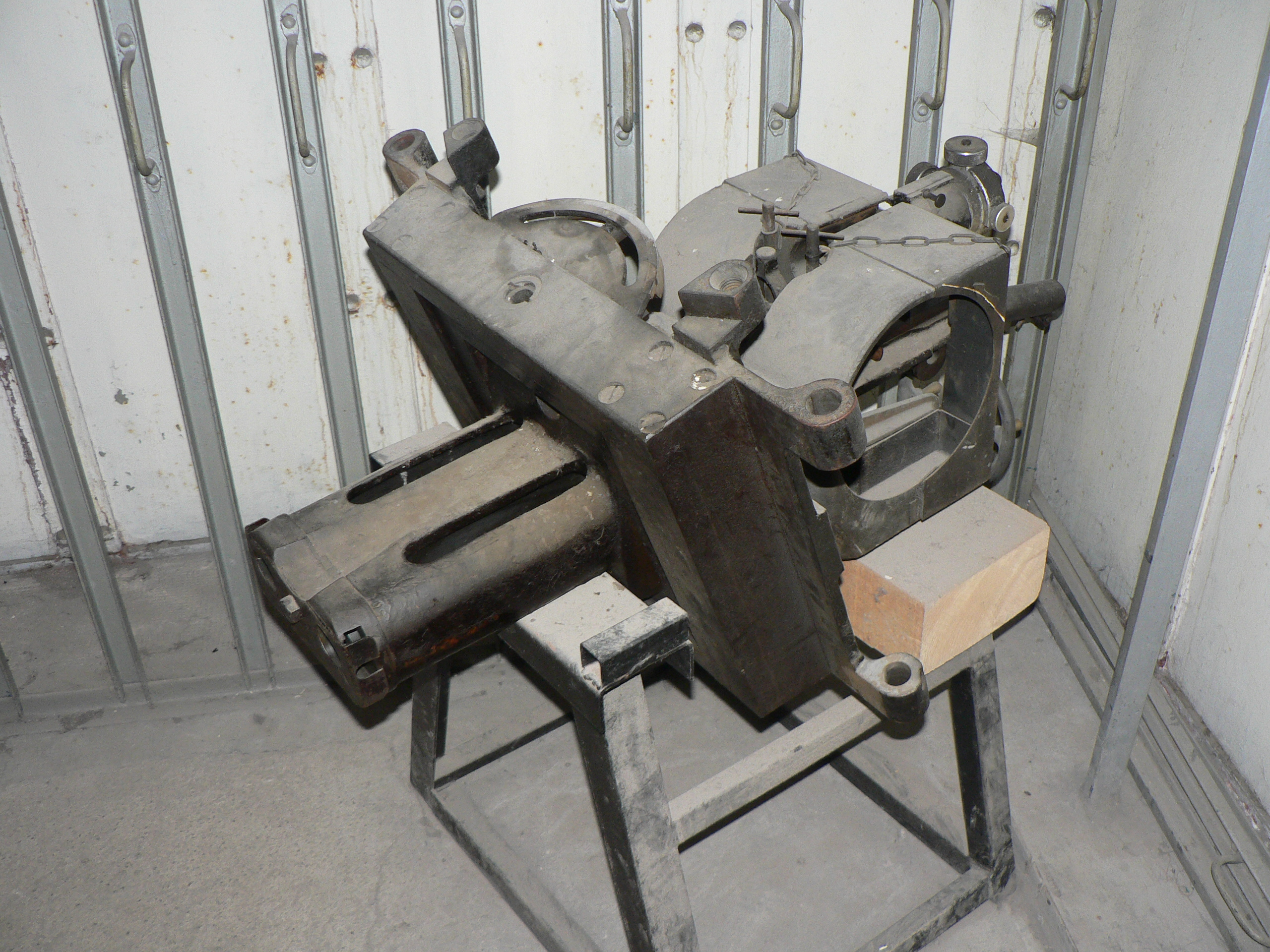
Egy Reibel ikergéppuska, melyet erődítményben használtak.

A MAC modèle 1931 géppuskát az állami tulajdonban lévő chatellerault-i Frencharsenal fejlesztette ki. A MAC M1924/29 könnyű géppuskán alapult, a francia harckocsikra és páncélgépkocsikra tervezték, illetve a Maginot-vonal erődítményeiben is alkalmazták. A második világháború után néhány M1931 géppuskát megvásárolt a svájci hadsereg, majd a svájci gyártmányú 7,5×55 mm GP11 lőszer használatához kicserélték a fegyverek puskacsövét és bizonyos svájci gyártmányú harckocsikhoz használták a fegyvereket. Néhány francia géppuskát az 1940-es évek végén átalakítottak gyalogsági használatra, oldalról betölthető 35 töltényes tárakkal és amerikai gyártmányú M2 háromlábú állványokkal használták őket.

## Leírás
A Reibel géppuska gázműködtetésű fegyver volt, mely nyitott zárból tüzelt és csak teljesen automata lövésmódja volt. A gázdugattyú a puskacső alatt kapott helyet és ez működtette a függőlegesen billenő zárcsoportot. A masszív puskacsövet nem lehetett harc közben cserélni. A fegyver táplálása egy elég nagy, többrétegű dobtárból történt, amely 150 darab töltényt fogadott magába (a lövedékek a tár közepe felé néztek). A változattól függően a tár betöltése történhetett a fegyver jobb vagy bal oldaláról. Az üres hüvelyek a tok alján vetődtek ki, egyenesen egy rövid csúszdán, melyet a tok aljára erősítettek. A fegyvert ellátták pisztolymarkolattal – melynek feltűnő ívelt alakja volt – és puska-típusú elsütőbillentyűvel. Általában fémből készült válltámaszt is rögzítettek közvetlenül a tokhoz.

## Lásd még
- MAC 24/29
- MAC 1934 – nagyobb tűzgyorsaságú leszármazott, melyet repülőgépeken alkalmaztak.

## Fordítás
- Ez a szócikk részben vagy egészben  a   Reibel machine gun című angol Wikipédia-szócikk ezen változatának fordításán alapul.  Az eredeti cikk szerkesztőit annak laptörténete sorolja fel. Ez a jelzés csupán a megfogalmazás eredetét és a szerzői jogokat jelzi, nem szolgál a cikkben szereplő információk forrásmegjelöléseként.